# Отель-Дьё (Париж)

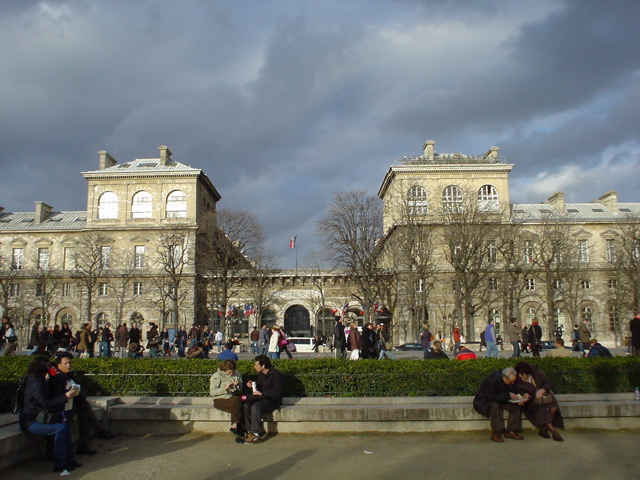
Больница Отель-Дьё (снимок 2007 года)

Оте́ль-Дьё де Пари́ (фр. Hôtel-Dieu de Paris — «Парижский Божий приют») — парижская больница, центральное лечебное заведение Дирекции государственных больничных учреждений. Клиническое отделение факультета медицины университета Париж Декарт. Считается старейшей действующей больницей в мире.

## История

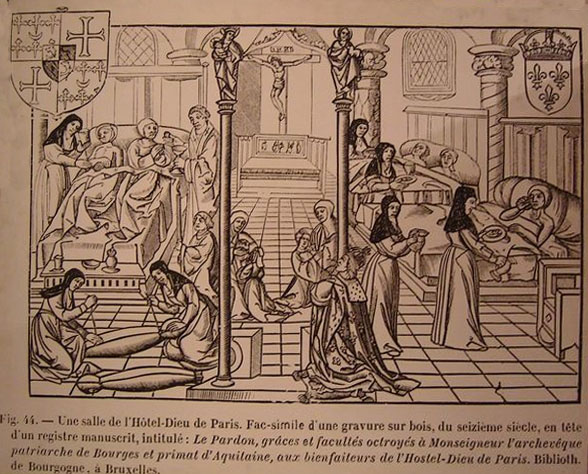
Интерьер больницы Отель-Дьё. Около 1500 (с гравюры XVI века)

Во Франции с середины VIII века приюты открывались на главных паломнических путях. Кроме паломников, эти убежища обычно принимали бедных и больных своего региона. Между VI и VII веками появилось большое число новых богаделен в таких городах, как Арль, Лион, Реймс и др. Эти учреждения, известные под именем «Maison-Dieu» или «Hôtel-Dieu» (божий дом), в средние века находились в ведении церкви.
Приют Отель-Дьё в Париже основан в 651 году святым Ландри Парижским (ум. около 656) как убежище для нищих. Согласно легенде, он продал свою мебель и даже священные сосуды собора, чтобы облегчить участь бедняков. Эту первую французскую больницу можно было уже назвать медицинским центром, так как она объединяла много различных видов деятельности для ухода за больными. В 1160 году епископ Парижа Морис де Сюлли, который вёл в Париже широкую строительную деятельность, расширил и реорганизовал учреждение, превратив его в универсальное лечебное заведение. Со времени создания до эпохи Ренессанса Отель-Дьё оставался единственной больницей в Париже.
Должности штатных врачей в Отель-Дьё в появились в XV веке. Первый штатный хирург больницы упоминается в XVI веке.
В 1584 году один из приёмных покоев («Легат») был изолирован и предназначен исключительно для больных чумой. В госпитале учился практической работе на протяжении трёх лет знаменитый французский хирург Амбруаз Паре.
Практика назначения студентов-медиков в качестве учеников в Отель-Дьё появилась с 1710 года.
В 1747 году рядом с больницей был открыт приют для подкидышей. Декретом от 16 сентября 1760 года, в Париже всякий душевнобольной обязан был непременно пройти через больницу Отель-Дьё, для их нужд были отведены две соответствующие палаты: мужская палата святого Людовика на 42 человека и палата святой Женевьевы на приблизительно такое же число женщин. Если по истечении нескольких недель не наступало улучшения, больные признавались неизлечимыми, и их переводили в так называемые «Маленькие домики» (Petites maisons, впоследствии Hospice du menage) или в Бисетр (мужчин) и в Сальпетриер (женщин).
Французский писатель Луи-Себастьян Мерсье, иронизируя над названием больницы («Дом божий! Всё жестоко и неприветливо в этих стенах, где всё страдает и мучается»), отмечал скученность и плохие условия содержания больных в Отель-Дьё («в ней тысяча двести кроватей, а число больных доходит до пяти-шести тысяч»). Согласно описанию больницы, приведённому в книге Мерсье «Картины Парижа» (1781),

[в] парижском Отель-Дьё есть всё, что может сделать его гибельным для больных, в том числе сырость и плохой воздух. Раны там легко приобретают гангренозный характер; цинга и короста в свою очередь производят страшные опустошения, стоит только больному там немного задержаться.
Самые обыкновенные по существу своему болезни вскоре серьёзно осложняются благодаря заразе, витающей в воздухе; по той же причине простые раны на голове или на ногах становятся в этой больнице смертельными.

В XVIII веке больница пострадала от нескольких крупных пожаров, из которых наиболее значительным являлся пожар, вспыхнувший в ночь на 31 декабря 1772 года. Он длился одиннадцать дней; при этом сгорело три четверти всех строений. На пепелище было обнаружено одиннадцать обуглившихся трупов. Мерсье сообщает, что по распространённому мнению число жертв было вряд ли меньше 1200—1500 человек.
В XVIII веке при больнице была открыта школа акушерства, призванная сделать родовспоможение научной дисциплиной и увеличить число профессиональных акушеров и акушерок. В этой школе работала знаменитая Мария-Луиза Лашапель, училась другая известная французская акушерка — Мари Буавен.
Главный корпус больницы, построенный в 1877 году, находится на левом берегу острова Сите рядом с собором Парижской Богоматери, на месте исторических больничных строений, неоднократно уничтожавшихся пожарами.

## В литературе
- Больница Отель-Дьё описывается в первом романе Анн и Сержа Голон «Анжелика — маркиза ангелов» (фр. Angélique/Marquise des Anges, 1956), где у главной героини роды начинаются сразу же после публичного сожжения на костре её мужа. Гонимая и обездоленная графиня вынуждена рожать среди бездомных и антисанитарии в Отель-Дьё.
- Больница Отель-Дьё упоминается в романе Патрика Зюскинда «Парфюмер. История одного убийцы» (нем. Das Parfum. Die Geschichte eines Mörders, 1985; русский перевод 1991).
- В больнице Отель-Дьё работает мать главного героя романа Бернара Вербера «Шестой сон» (фр. Le sixieme sommeil, 2015). Доктор Каролина Кляйн занимается онейрологией[англ.]* — изучением сновидений.